# 엘리엇만

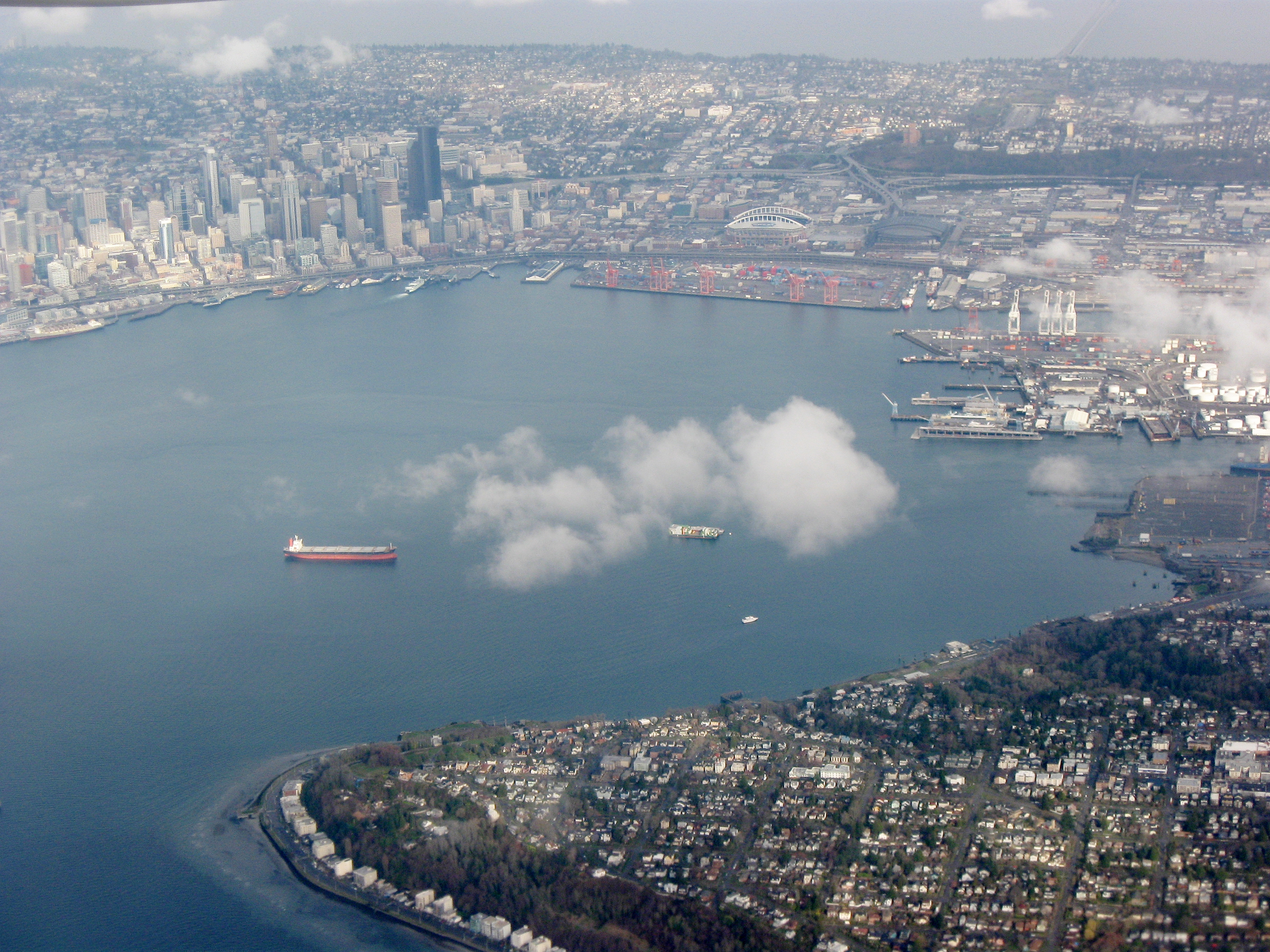
엘리엇만

엘리엇만(Elliott Bay)은 미국 워싱턴주 퓨젓사운드만에 있는 만으로 시애틀과 태평양을 잇는다. 엘리엇만을 따라 형성된 시애틀은 그 지리적 이점을 통해 미국에서 가장 붐비는 항구들 중 하나가 됐다. 두와미시강이 엘리엇만으로 흐른다.